# Gymnopus foetidus
Gymnopus foetidus (Sowerby) P.M. Kirk, 2014 è un fungo basidiomicete della famiglia Omphalotaceae.

## Etimologia
Dal latino foetidus = "fetido", per via dell'odore e del sapore.

## Descrizione della specie

### Cappello
Cappello di 1–3 cm di diametro, membranoso, convesso poi piano, alla fine depresso, striato, plissettato, tenace, pruinoso, rugoso, igrofano.
Cuticoladi colore bruno-rossastro a umido, più chiaro a secco.
Marginemolto sottile.

### Lamelle
Lamelle spaziate, non larghe, annesso-decorrenti, incarnato-rossastre, margine più pallido.

### Gambo
Gambo di 1-4 x 0,1-0,2 cm, bruno poi presto nerastro, più scuro alla base, attenuato verso il basso, vellutato.

### Carne
Carne sottile, esigua, giallastra nel cappello, bruno-nerastra nel gambo.
Odore e sapore: fetidi.

### Microscopia
Spore7-10 x 3,5-5 µm, ellissoidali, cilindracee, lisce, a parete sottile, bianche in massa.
Cheilocistidiclavati, fusiformi, cilindracei, lunghi fino a 30 µm.

## Distribuzione e habitat
Fungo saprofita, cresce su rametti marcescenti, in numerosi esemplari, spesso fascicolati tra loro, nei boschi e nelle siepi, in autunno.

## Commestibilità
Non commestibile, senza valore.

## Sinonimi e binomi obsoleti
- Agaricus foetidus (Sowerby) Fr., Systema mycologicum (Lundae) 1: 138 (1821)
- Agaricus venosus Pers., Synopsis Methodica Fungorum (Göttingen): 467 (1801)
- Chamaeceras foetidus (Sowerby) Kuntze, Revis. gen. pl. (Leipzig) 3(2): 455 (1898)
- Gymnopus foetidus (Sowerby) J.L. Mata & R.H. Petersen, in Mata, Hughes & Petersen (2004)
- Heliomyces foetidus (Sowerby) Singer, (1936)
- Marasmiellus foetidus (Sowerby) Antonín, Halling & Noordel., Mycotaxon 63: 366 (1997)
- Marasmius foetidus (Sowerby) Fr., Epicrisis Systematis Mycologici (Upsaliae): 380 (1838)
- Marasmius rufocarneus Velen., České Houby 1: 180 (1920)
- Merulius foetidus Sowerby, Coloured Figures of English Fungi ... 1(5): 13 + pl. 21 (1797) [1795-97]
- Micromphale foetidum (Sowerby) Singer [as 'foetida'], Lilloa 22: 305 (1951)
- Micromphale foetidum (Sowerby) Singer, Lloydia 8: 182 (1945)
- Micromphale rufocarneum (Velen.) Knudsen, in Knudsen & Hansen, Nordic Jl Bot. 11(4): 478 (1991)
- Micromphale rufocarneum (Velen.) J.H. Petersen & Vesterh., Danske Storsvampe (Basidiesvampe) (Copenaghen): 240 (1990)
- Micromphale venosum (Pers.) Gray, A Natural Arrangement of British Plants (London) 1: 622 (1821)[2]

## Specie simili
G. foetidus può essere confuso con:
- Gymnopus brassicolens (Romagn.) Antonín & Noordel., 1997, che ha lo stesso odore fetido ma lamelle più fitte e cresce su foglie o detriti vegetali.
- Mycetinis alliaceus (Jacq.) Earle ex A.W. Wilson & Desjardin, 2005, che cresce su legno ed ha lo stesso odore fetido ma è più slanciato e non cresce fascicolato.